# Hugues de Saulieu
Hugues de Saulieu (vers 1200 - vers 1265) a été le premier bailli du Comté de Bourgogne.

## Biographie
Hugues, est l'un des deux fils de Jobert de Saulieu connu comme bienfaiteur de la léproserie d’Avallon, est probablement issu d’une branche cadette des vicomtes de Saulieu. Son père pourrait être le dernier frère de Jean de Saulieu, seigneur de Chevannes et la Mer, et de Geoffroy, chevalier, vicomte et maire de Saulieu, car ils sont tous trois contemporains.
En apparaissant dans les documents pour la première fois en 1230, Hugues de Saulieu est le premier bailli du Comté de Bourgogne, dont il administre les terres alors occupées par Thiébaud de Champagne (ou Thibaut Ier de Navarre).
Il apparaît également comme bailli de Langres et de Champlitte dans de nombreux documents compris entre 1230 et 1241.

## Mariage et enfant
On ne connait pas le nom de son épouse, mais grâce à une donation faite aux moines de Theuley en 1265, l’on sait que son fils s’appelait René. Si un exemplaire du sceau de Hugues de Saulieu est connu (document de 1231, inventaire de Coulon Ch 900*), ce dernier ne permet pas de connaitre ses armes : le cachet porte en effet l'aigle des comtes de Bourgogne. Il est possible que Guillaume de Saulieu, un gentilhomme franc-comtois du XVe siècle au service des Ducs de Bourgogne, soit l’un des descendants de ce dernier.